# 電視劇24
電視劇24（ドラマ24）是東京電視台的連續劇時段之一，在每週六（週五深夜；JST）0:12 - 0:50播放。由於是深夜節目，尺度較寬鬆，故大多带有色情或暴力的内容，因此較少一般日劇常見的一線演員參與演出，部份更起用AV女優主演。

## 作品
| 劇集名                                          | 播出日期                                                            |
| ----------------------------------------------- | ------------------------------------------------------------------- |
| 2005年                                          |                                                                     |
| 孃王 （嬢王）                                       | 10月8日 - 12月24日                                                  |
| 2006年                                          |                                                                     |
| 2nd HOUSE （）                                  | 1月14日 - 4月1日                                                    |
| 下北GLORY DAYS （下北GLORY DAYS）                             | 4月15日 - 7月8日                                                    |
| 怨屋本舖 （）                                   | 7月15日 - 9月30日                                                   |
| 愛神惡作劇 （）                                 | 10月14日 - 12月23日                                                 |
| 2007年                                          |                                                                     |
| Xenos （Xenos）                                      | 1月13日 - 3月31日                                                   |
| 史上最不幸的大佬三郎 （）                       | 4月14日 - 6月30日                                                   |
| BOYS美型專家 （）                               | 7月14日 - 9月29日                                                   |
| 死化粧師 （死化粧師 エンバーマー 間宮心十郎）                                   | 10月6日 - 12月22日                                                  |
| 2008年                                          |                                                                     |
| 紅蓮女 （コスプレ幽霊 紅蓮女）                                     | 1月12日 - 3月29日                                                   |
| 模範秘書 （）                                   | 4月12日 - 6月28日                                                   |
| 花蝴蝶 （）                                     | 7月12日 - 9月27日                                                   |
| Men☆dol 〜帥男偶像〜 （メン☆ドル 〜イケメンアイドル〜）                       | 10月10日 - 12月27日                                                 |
| 2009年                                          |                                                                     |
| 冒牌名媛三人組 （）                             | 1月10日 - 3月28日                                                   |
| 溫泉殺手 （）                                   | 4月4日 - 6月27日                                                    |
| 怨屋本舖 （）                                   | 7月11日 - 9月26日                                                   |
| 孃王 Virgin （嬢王 Virgin）                                | 10月3日 - 12月19日                                                  |
| 2010年                                          |                                                                     |
| 馬路須加學園 （マジすか学園）                               | 1月9日 - 3月27日                                                    |
| 麻煩男 （）                                     | 4月10日 - 7月10日                                                   |
| 三十歲的春天（另譯：桃花期） （モテキ）               | 7月17日 - 10月2日                                                   |
| 孃王3 （嬢王3〜Special Edition〜）                                      | 10月9日 - 12月25日                                                  |
| 2011年                                          |                                                                     |
| URAKARA （URAKARA）                                    | 1月15日 - 4月9日                                                    |
| 馬路須加學園2 （マジすか学園2）                              | 4月16日 - 7月2日                                                    |
| 勇者義彥和魔王之城 （勇者ヨシヒコと魔王の城）                         | 7月9日 - 9月24日                                                    |
| 摔角妖精宮殿 （ここが噂のエル・パラシオ）                               | 10月8日 - 12月24日                                                  |
| 2012年                                          |                                                                     |
| 請勿拍攝!!偶像內幕 （）                         | 1月14日 - 4月7日                                                    |
| 幸運三人組 （）                                 | 4月14日 - 6月30日                                                   |
| 馬路須加學園3 （マジすか学園3）                              | 7月14日 - 10月6日                                                   |
| 勇者義彥和惡靈之鑰 （勇者ヨシヒコと悪霊の鍵）                         | 10月13日 - 12月22日                                                 |
| 2013年                                          |                                                                     |
| 真幌站前番外地 （まほろ駅前番外地）                             | 1月12日 - 3月30日                                                   |
| 我们都是超能力者 （みんな!エスパーだよ!）                           | 4月13日 - 7月6日                                                    |
| Limit （リミット）                                      | 7月13日 - 9月28日                                                   |
| 殺人女王蜂 （殺しの女王蜂）                                 | 10月5日 - 12月21日                                                  |
| 2014年                                          |                                                                     |
| 谜之转校生 （なぞの転校生）                                 | 1月11日 - 3月30日                                                   |
| 大川端偵探社 （リバースエッジ 大川端探偵社）                               | 4月19日 - 7月13日                                                   |
| 青色火焰 （アオイホノオ）                                   | 7月19日 - 9月28日                                                   |
| 玉川區役所 OF THE DEAD （）                     | 10月5日 - 12月21日                                                  |
| 2015年                                          |                                                                     |
| 怪奇戀愛作戰 （怪奇恋愛作戦）                               | 1月10日 - 3月28日                                                   |
| 不便的便利屋 （）                               | 4月11日 - 6月27日                                                   |
| 初森BEMARS （初森ベマーズ）                                 | 7月11日 - 9月26日                                                   |
| 孤獨的美食家 Season 5 （孤独のグルメ Season5）                      | 10月3日 - 12月19日                                                  |
| 2016年                                          |                                                                     |
| 東京傷情故事 （）                               | 1月16日 - 4月9日                                                    |
| 夜英雄NAOTO （）                                | 4月16日 - 7月2日                                                    |
| 俠飯 （侠飯〜おとこめし〜）                                       | 7月16日 - 9月24日                                                   |
| 勇者義彥和被引導的七人 （勇者ヨシヒコと導かれし七人）                     | 10月8日 - 12月24日                                                  |
| 2017年                                          |                                                                     |
| By Players～如果六位名配角同住一个屋檐下～ （） | 1月14日 - 4月1日                                                    |
| 孤獨的美食家 Season 6 （孤独のグルメ Season6）                      | 4月8日 - 7月1日                                                     |
| 下北澤Die Hard （下北沢ダイハード）                             | 7月22日 - 9月30日                                                   |
| 新宿SEVEN （）                                  | 10月14日 - 12月23日                                                 |
| 2018年                                          |                                                                     |
| OH MY JUMP！～少年JUMP救地球～ （オー・マイ・ジャンプ! 〜少年ジャンプが地球を救う〜）             | 1月13日 - 3月24日                                                   |
| 孤獨的美食家 Season 7 （孤独のグルメ Season7）                      | 4月7日 - 6月30日                                                    |
| GIVER 復仇的贈與者 （）                         | 7月13日 - 9月29日                                                   |
| 忘卻的幸子 （）                                 | 10月13日 - 12月29日                                                 |
| 2019年                                          |                                                                     |
| 水果宅配 （）                                   | 1月12日 - 3月30日                                                   |
| 昨日的美食 （きのう何食べた?）                                 | 4月6日 - 6月29日                                                    |
| ITurn （）                                      | 7月13日 - 9月28日                                                   |
| 孤獨的美食家 Season 8 （孤独のグルメ Season8）                      | 10月5日 - 12月21日                                                  |
| 2020年                                          |                                                                     |
| 古瀧兄弟與四苦八苦 （）                         | 1月11日 - 3月28日                                                   |
| 抓狂一族 （浦安鉄筋家族）                                   | 4月11日 - 5月16日、8月22日 - 9月26日 （期間因疫情中斷拍攝播出延期） |
| 40萬公里彼方之戀 （）                           | 7月25日 - 8月15日                                                   |
| 我夢見了那個女孩 （）                           | 10月3日 - 12月19日                                                  |
| 2021年                                          |                                                                     |
| Byplayers 3：名配角的森林100日 （バイプレイヤーズ〜名脇役の森の100日間〜）             | 1月9日 - 3月27日                                                    |
| 是生是死還是父親 （）                           | 4月10日 - 6月26日                                                   |
| 孤獨的美食家 Season 9 （孤独のグルメ Season9）                      | 7月10日 - 9月25日                                                   |
| 療傷小酒館 （）                                 | 10月9日 - 12月25日                                                  |
| 2022年                                          |                                                                     |
| 四十雀 （シジュウカラ）                                     | 1月8日 - 3月26日                                                    |
| 白飯修行僧 （）                                 | 4月9日 - 6月25日                                                    |
| 與雪女同行吃蟹 （雪女と蟹を食う）                             | 7月9日 - 9月24日                                                    |
| 孤獨的美食家 Season 10 （孤独のグルメ Season10）                     | 10月8日 - 12月24日                                                  |
| 2023年                                          |                                                                     |
| 今晚是寿喜烧哦 （）                             | 1月7日 - 3月25日                                                    |
| 17岁青春遁走 （シガテラ）                               | 4月8日 - 6月24日                                                    |
| 初恋，稍顯粗糙 （）                             | 7月8日 - 9月23日                                                    |
| 昨日的美食 Season2 （きのう何食べた? season2）                         | 10月7日 - 12月23日                                                  |
| 2024年                                          |                                                                     |
| 黑暗打工家族 （）                               | 1月6日 - 3月23日                                                    |
| 在你成为野兽之前 （）                           | 4月6日 - 6月22日                                                    |
| 锦糸町乐园〜从涉谷出发一站即达〜 （）           | 7月13日 - 9月28日                                                   |
| 各自孤獨的美食家 （それぞれの孤独のグルメ）                           | 10月5日 - 12月21日                                                  |
| 2025年                                          |                                                                     |
| 家政妇黑见不会原谅腐烂的家庭 （）               | 1月11日 - 3月29日                                                   |
| Dear My Baby～直到我支配你為止～ （）           | 4月5日 - 6月21日                                                    |
| 40歲以前想達成的10件事 （）                     | 7月5日 -                                                            |